# Evolution: Duets & Remixes
Evolution: Duets & Remixes az elhunyt rapelőadó, Tupac Shakur 1996-ban felvett számait (kivétel 'Pain') tartalmazza új, átmixelt formákban, a Koch records kiadásában. Az album a 2003-as Nu-Mixx Klazzics második felvonásaként lett bejelentve, ám később át lett nevezve, ennek ellenére sok helyen még z projektnevén találhatjuk meg a lemezt. A lemez fő producerei Daz Dillinger, Sha Money XL és Street Radio voltak. Az album a 45. helyen nyitott a Billboard listáján 15,000 eladott példánnyal.

## Számok
| #  | Cím                                         | Közreműködő(k)                   | Producer(ek)                                | Hossz |
| -- | ------------------------------------------- | -------------------------------- | ------------------------------------------- | ----- |
| 1  | "Picture Me Rollin'"                        | Kurupt, Butch Cassidy            | Street Radio, Bob Perry, Arnold Mischkulnig | 3:39  |
| 2  | "Keep Goin'[Nu-Mixx]"                       | Fatal Hussein                    | Street Radio                                | 3:16  |
| 3  | "What'z Ya Phone # [Nu Mixx]"               | Candy Hill                       | Illmind                                     | 3:51  |
| 4  | "Staring Through My Rear View"              | Dwele                            | Street Radio, Bob Perry, Arnold Mischkulnig | 4:15  |
| 5  | "Hail Mary (Rock Remix)"                    | The Outlawz                      | Ill Will Fulton                             | 4:20  |
| 6  | "Got My Mind Made Up [Nu-Mixx]"             | The Outlawz, Kurupt              | Street Radio, Bob Perry, Arnold Mischkulnig | 5:12  |
| 7  | "Pain [Nu Mixx]"                            | Styles P, Butch Cassidy          | Black Jeruz                                 | 4:53  |
| 8  | "Lost Souls [Nu-Mixx]"                      | The Outlawz                      | Street Radio, Bob Perry, Arnold Mischkulnig | 4:37  |
| 9  | "Wanted Dead Or Alive (Gangsta Party Mixx)" | Snoop Dogg                       | Jiggolo                                     | 3:03  |
| 10 | "Initiated [Nu-Mixx]"                       | Boot Camp Clik                   | Jake One                                    | 3:46  |
| 11 | "How Do U Want It [Nu Mixx]"                |                                  | BIGG E.D.I.                                 | 4:08  |
| 12 | "Picture Me Rollin'"                        | The Outlawz                      | Claudio Cueni                               | 5:10  |
| 13 | "Lost Souls'" (Best Buy Bonus track)        | Daz Dillinger & M-1 of dead prez | Street Radio, Bob Perry, Arnold Mischkulnig | 4:57  |